# Лејк Мичиган Бич (Мичиген)
Лејк Мичиган Бич (енгл. Lake Michigan Beach) насељено је место без административног статуса у америчкој савезној држави Мичиген.

## Демографија
По попису из 2010. године број становника је 1.216, што је 293 (-19,4%) становника мање него 2000. године.
| Група             | 2000.         | 2010.         |
| Белци             | 1.435 (95,1%) | 1.113 (91,5%) |
| Афроамериканци    | 11 (0,7%)     | 17 (1,4%)     |
| Азијати           | 3 (0,2%)      | 6 (0,5%)      |
| Хиспаноамериканци | 32 (2,1%)     | 52 (4,3%)     |
| Укупно            | 1.509         | 1.216         |